# Ferrovia IR Ishikawa
La Ferrovia IR Ishikawa (IRいしかわ鉄道?, IR Ishikawa Tetsudō) è una compagnia ferroviaria giapponese del terzo settore con sede nella città di Kanazawa che gestisce una linea ferroviaria.

## Storia
L'azienda è stata fondata il 28 agosto 2012. Il 27 giugno 2013 il nome della società è stato cambiato in Ferrovia IR Ishikawa e il 28 febbraio 2014, il Ministero del territorio, delle infrastrutture, dei trasporti e del turismo ha formalmente concesso alla società una licenza operativa ferroviaria.
Il 14 marzo 2015, con l'apertura della linea Hokuriku Shinkansen, parte della linea principale Hokuriku viene trasferita ad altre compagnie. La Ferrovia IR Ishikawa ha rilevato la sezione tra Kanazawa - Kurikara e l'ha rinominata linea ferroviaria IR Ishikawa. Il 16 marzo 2024, la sezione tra Daishōji - Kanazawa della linea principale dell'Hokuriku viene trasferita alla compagnia in seguito all'estensione della linea Hokuriku Shinkansen a Tsuruga. La linea entra in funzione tra Daishoji e Kurikara a partire dalla stessa data.

## Linee ferroviarie
Dal 14 marzo 2015, la Ferrovia IR Ishikawa ha assunto il controllo delle operazioni passeggeri locali sulla sezione di 17,8 km della linea principale Hokuriku della JR West tra Kanazawa e Kurikara, con cinque stazioni (sebbene la stazione di Kanazawa rimanga sotto il controllo della JR West). Una sezione aggiuntiva a ovest fino a Daishoji è stata acquisita dal 16 marzo 2024.
- Linea ferroviaria IR Ishikawa (IRいしかわ鉄道線?): Daishoji – Kurikara (64,2 km, 19 stazioni)

## Materiale rotabile
La società gestisce una flotta di cinque treni EMU serie 521 a due carrozze, tre sono stati trasferiti da JR West e due sono di recente costruzione. I due nuovi set sono stati inizialmente consegnati a febbraio 2015 nella livrea standard JR West, ma sono stati ridipinti nella livrea della Ferrovia IR Ishikawa prima di entrare in servizio.
- Serie 521 (n.01-08)

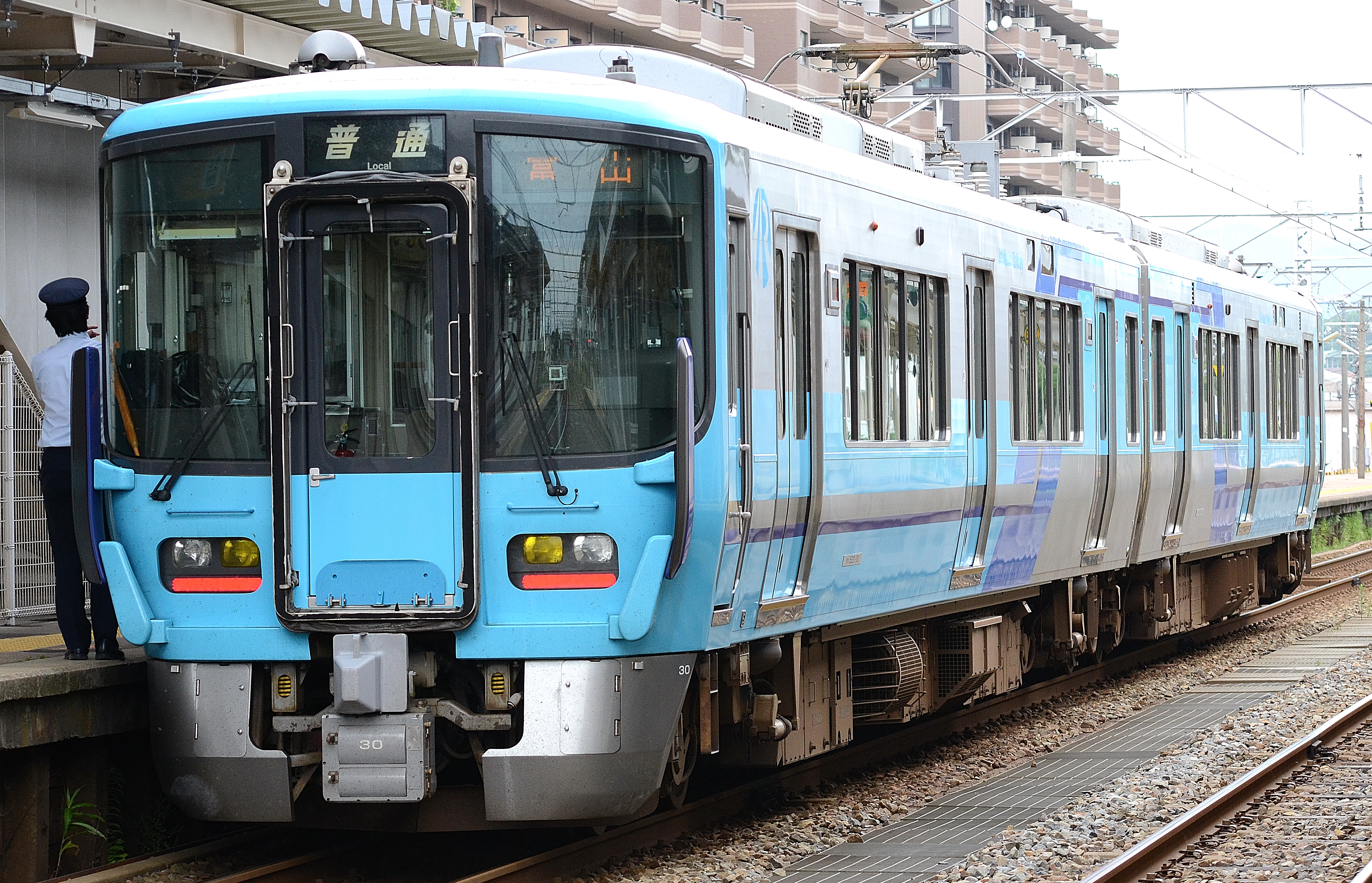
Serie 521
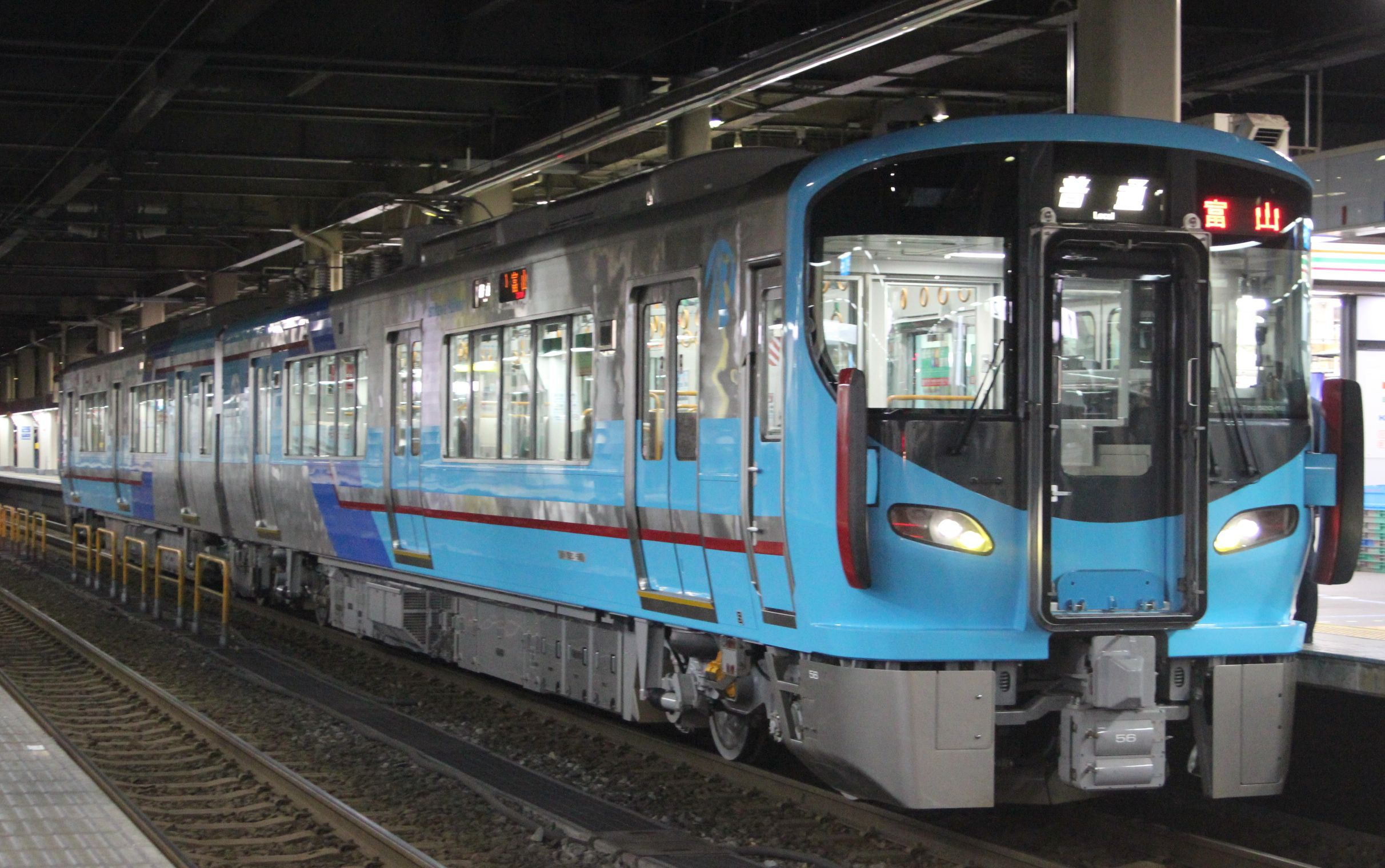
Serie 521
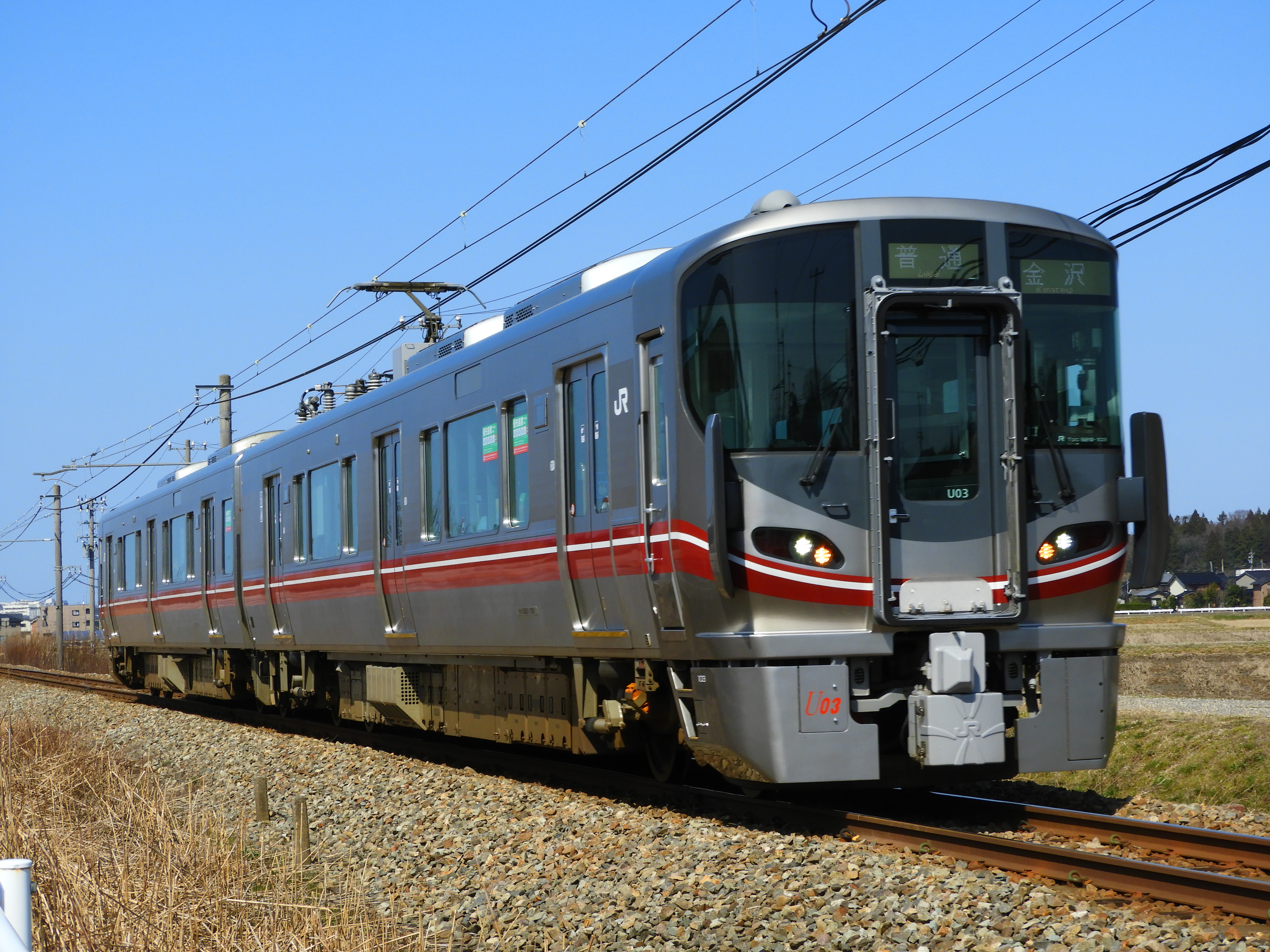
Serie 521